# Statue-menhir de Salverguettes
La statue-menhir de Salverguettes est une statue-menhir appartenant au groupe rouergat découverte à Cambon-et-Salvergues, dans le département de l'Hérault en France.

## Description
Elle a été découverte en 1993 par Gilbert Fages lors de travaux de terrassement. Elle a été gravée sur une dalle de granite mesurant 1,85 m de hauteur sur 0,87 m de largeur et 0,40 m d'épaisseur. La statue est complète, elle a été brisée postérieurement à sa découverte. C'est une statue masculine comportant un visage (yeux, nez) délimité par un bourrelet, les deux bras (mais pas de main droite), les jambes disjointes et les pieds. Le personnage porte un baudrier, « l'objet » de grande taille et une ceinture avec une large boucle rectangulaire et un décor de chevrons. La face postérieure ne comporte aucune gravure visible.
L'original est conservée dans le dépôt de la Communauté de Communes de Saint-Pons-de-Thomières.